# 密蔵院 (横浜市磯子区)
密蔵院（みつぞういん）は、神奈川県横浜市磯子区滝頭三丁目（久良岐郡禪馬村瀧頭、瀧頭村、屏風浦村瀧頭）にある高野山真言宗の寺院。山号は竜頭山、寺号は明王寺であるが、院号で呼ばれる。本尊は不動明王。

## 歴史
開創時期は不詳であるが、1597年（慶長2年）や1599年（慶長4年）の墓石があることからその頃に開かれたと推測される。1633年（寛永10年）の関東古義真言宗本末帳には密蔵院の名がみられる。1652年（慶安5年）に入寂した阿闍梨長慶は堂宇を整備した。当初は現在より広い境内を有していたが、1841年（天保12年）に500坪が除地された。1918年（大正7年）に、現在の横浜磯子七福神の前身となる磯子七福神が祀られることになり、布袋像が安置された。1923年（大正12年）の関東大震災では本堂と庫裏が全壊したが、翌年に再建された。1934年（昭和9年）、新四国東国八十八ヶ所霊場が設定され、四国八十八箇所の繁多寺にちなみ薬師如来像がまつられた。現在の本堂と庫裏は1980年（昭和55年）の竣工で、この時に山号が滝頭山から竜頭山に改められた。
1745年（延享2年）の根岸領書上には10社の別当が記されている。1766年（明和3年）、八幡川（現在の堀割川）近くにあった八幡神社（現・根岸八幡神社）が根岸村へ遷座する（移転する）と、その跡地にできた滝頭八幡神社（現・八幡橋八幡神社）も密蔵院が別当職にあたったが、神仏分離により明治初期にいずれも解かれた。

## 仏像
本尊である不動明王像は1901年（明治34年）に仏師の山口久吉により制作された。高さは65cmで、「こんがら」と「せいたか」の2体の童子像（高さ32cm）とともに本堂正面に安置されている。このほか聖観世音菩薩像、正観音菩薩像、地蔵菩薩像、弘法大師像、十王像、愛媛県の繁多寺にあるものと同形の薬師如来像、横浜磯子七福神の布袋尊像が祀られている。

## 交通
- 横浜市営バス・京浜急行バス　磯子橋バス停より徒歩5分[3]